# Sauzet, Gard
Sauzet är en kommun i departementet Gard i regionen Occitanien i södra Frankrike. Kommunen ligger i kantonen Saint-Chaptes som tillhör arrondissementet Nîmes. År 2022 hade Sauzet 827 invånare.

## Befolkningsutveckling
Antalet invånare i kommunen Sauzet
Referens:INSEE